# Parallelia insignifica
Parallelia insignifica là một loài bướm đêm trong họ Erebidae.